# Stopnie i rankingi w go
Siła gry w go w zależności od kraju opisywana jest za pomocą systemu stopni i rankingów. Tradycyjnie jest ona określana w stopniach dan i kyū.

## System kyu/dan
Tradycyjne stopnie w go dzielą się na mistrzowskie dan i uczniowskie kyū. Stopnie dan określają siłę zarówno profesjonalistów jak i amatorów, przy czym stopień amatorski nie oznacza tej samej siły co taki sam stopień profesjonalisty. Zazwyczaj przyjmuje się, że najniższy stopień profesjonalny oznacza siłę wyższą lub równą najwyższemu stopniowi amatorskiemu. Najsłabszy stopień mistrzowski to 1 dan, a najsilniejszy to 8 dan (stopnie amatorskie) lub 9 dan (stopnie profesjonalne). Istnieje stopień 10 dan (judan) będący tytułem japońskiego zawodowego go, zdobywanym w turnieju.
Najsilniejszym stopniem uczniowskim jest 1 kyu i im wyższe kyu tym niższa siła gracza. W Polsce najniższym uznawanym stopniem jest 30 kyu, w innych krajach — najczęściej 20 kyu.
Różnica w stopniach kyu lub dan wykorzystywana jest do ustalania handicapu

## Ranking EGF
Ranking Europejskiej Federacji Go (EGF) jest oparty na rankingu szachowym. W systemie tym przyjęto, że 1 kyu odpowiada 2000 punktów rankingu, 1 dan amatorski — 2100 pkt, natomiast 1 dan profesjonalny — 2700 pkt. Różnica 1 kyu/dan dla amatorów wynosi 100 punktów, natomiast różnica 1 dan profesjonalistów to 30 pkt.

## Stopnie i rankingi w Polsce
W Polsce siła gracza jest opisywana za pomocą powiązanych ze sobą systemu kyu/dan oraz rankingu EGF. Oprócz tego awans gracza na wyższy stopień jest uzależniony od jego ilości punktów rankingowych PSG.